# Centro Federal de Educação Tecnológica de Minas Gerais
Univerzita Minas Gerais (Centro Federal de Educação Tecnológica de Minas Gerais, zkratka Cefet-MG) je jednou z nejvýznamnějších vysokých škol v Brazílii. Sídlí v brazilském státě Minas Gerais. Na univerzitě studuje přibližně 13 623 studentů.
Pod UPS spadá 11 univerzitních kampusů rozmístěných po celém státě Minas Gerais.